# شب‌های پیشاور
شب‌های پیشاور نام کتابی با مضمون ده شب مناظره سلطان الواعظین شیرازی، مبلّغ مشهور شیعه با چندین نفر از عالمان اهل سنت کابل در اثبات جانشینی علی بن ابیطالب پس از درگذشت پیامبر اسلام  و حقانیت مذهب شیعه است.

## ویژگی‌ها
کتاب به زبان فارسی است و از ویژگی‌های این اثر آن است که حالت داستانیِ مستند و جذاب دارد و ضمن بیان اسناد و ادله شرعی و عقلی، صبغه تاریخی بسیاری از مباحث بر جذابیت و گیرایی آن افزوده‌است.

## چکیده
سرآغاز این مناظره‌ها، مقدمه‌ای در ۸۶ صفحه بدین مضمون است:
«پس از ورود به کراچی ـ پایتخت آن روز پاکستان ـ خبر ورود داعی را جراید مهمّ نشر دادند… در هر کجا که وارد می‌شدیم با تجلیات بی‌سابقه ملی مورد استقبال واقع و در غالب این شهرهای مهمّ از طرف علمای ادیان و مذاهب باب مناظرات باز می‌شد. از جمله مجالس مهمّ، مناظره‌ای بود که با علمای هنود و براهمه در شهر دهلی، با حضور گاندی پیشوای ملّی هند واقع شد که در جراید مفصلاً درج گردید… چون اصرار بر حرکت به سمت ایران داشتم، از اطراف نامه‌های دعوت می‌رسید و از طرف رجال مهمّ شیعه پنجاب به پیشاور ـ که آخرین شهر مهمّ سر حدّی پنجاب به افغانستان است ـ دعوت شدم… عصرها در امام باره (حسینیه) عادل بیک و سالدار، مجلس مهمّی تشکیل و با حضور صاحبان ادیان و مذاهب مختلفه ادای وظیفه می‌نمودم. چون اکثریّت مردم پیشاور از برادران اهل تسنن هستند، در مدت سه ساعت که منبر بودم، روی سخن با آن‌ها بود… پس از منبر شب‌ها در مجلس خصوصی ساعاتی به مناظره می‌گذشت. روزی پس از منبر، خبر دادند: دو نفر از اکابر علمای کابل به نام‌های حافظ محمد رشید و شیخ عبدالسلام وارد شده‌اند و تقاضای ملاقات نمودند، ده شب پی در پی پس از نماز می‌آمدند و در هر شب ساعاتی ممتد ـ که غالباً به ۷–۶ ساعت می‌کشید و بعضی شب‌ها تا مقارن طلوع فجر، وقتمان به مباحثات و مناظرات می‌گذشت. در پایان، ۶ نفر از رجال و ملّاکین و اصناف محترم اهل تسنن مذهب حَقه تشیع اختیار نمودند»

## چاپ جدید
شب‌های پیشاور با اینکه بیش از شصت بار چاپ شده‌است همواره به همان شیوه چاپ قبل از انقلاب منتشر شده ولی اخیراً توسط مؤسسه جهانی سبطین با حروف چینی جدید منتشر شده‌است.

## فایل صوتی
همچنین فایل صوتی نمایش رادیویی شب‌های پیشاور که در ایران تولید شده و از رادیو پخش شده در اینترنت موجود بوده و قابل دانلود است.

## سریال
در کویت یک سریال بر اساس این کتاب تولید و پخش شده‌است.

## ترجمه‌ها
همچنین کتاب شبهای پیشاور به چند زبان ترجمه شده‌است از جمله به عربی ترجمه و در لبنان چاپ شده‌است. چنان‌که توسط حامد قوینلان (Hamid Quinlan) و چارلز علی کامپبل (Charles Ali Campbell) به انگلیسی ترجمه شده‌است. همچنین این کتاب به عنوان Peşaver Geceleri به ترکی و با عنوان Les Nuits de Pishawar به فرانسه ترجمه شده‌است.

## اشکالاتی به کتاب
از دیرزمان نسبت به این کتاب اشکالاتی مطرح شده است، اشکالاتی اعم ازجعل مطالب، عدم برگزاری مناظرات، خیالی بودن شخصیت سلطان الواعظین، و مسائلی ازاین دست که پاسخ بدانها در یادنامه وی آمده است.
این کتاب در فهرست الحاقات پاکستان فهرست شده
 همچنین جزو کتبی است که برای چاپ آینده در دانشگاه میشیگان پذیرفته شده ولی هنوز به انتشار نرسیده

 